# Paraseiulus ajmali
Paraseiulus ajmali är en spindeldjursart som beskrevs av Parvez och Mohammad Nazeer Chaudhri 2002. Paraseiulus ajmali ingår i släktet Paraseiulus och familjen Phytoseiidae. Inga underarter finns listade i Catalogue of Life.